# Lovenella haichangensis
Lovenella haichangensis är en nässeldjursart som beskrevs av Xu och Huang 1983. Lovenella haichangensis ingår i släktet Lovenella och familjen Lovenellidae. Inga underarter finns listade i Catalogue of Life.